# Odontocera leucothea
Odontocera leucothea är en skalbaggsart som beskrevs av Bates 1873. Odontocera leucothea ingår i släktet Odontocera och familjen långhorningar. Inga underarter finns listade i Catalogue of Life.